# Теплоухов, Сергей Александрович
Серге́й Алекса́ндрович Теплоу́хов (3 марта 1888, Ильинское, Пермская губерния — 10 марта 1934, Ленинград) — русский историк, археолог, этнограф, сибиревед, востоковед.

## Происхождение
С. А. Теплоухов происходил из семьи, многие представители которой серьезно занимались наукой. Его дед Александр Ефимович был крепостным графов Строгановых, но получил образование в Петербурге и Дрездене. Он много лет служил в пермских владениях Строгановых, а выйдя на пенсию, занялся археологией: наиболее полно А. Е. Теплоуховым раскопаны Гаревское и Ильинское костища. Также он изучал прошлое финно-угорского населения Урала. Он был членом многих русских и зарубежных научных обществ. Его сын Фёдор Александрович и внук Александр Фёдорович тоже получили хорошее образование и внесли свой вклад в археологию и этнографию Урала.
У Александра Ефимовича был и другой сын — Александр, но о нём известно очень мало. Он и был отцом С. А. Теплоухова.

## Биография
С. А. Теплоухов в детстве увлекался орнитологией и под руководством дяди, Фёдора Александровича собрал уникальный материал. В 1907 году он закончил Пермское реальное училище и поступил в Казанский университет, на естественное отделение физико-математического факультета. В студенческие годы занимался орнитологией и палеонтологией. Тогда же он заинтересовался антропологией, этнографией и археологией. Окончил в 1912. После получения зоологической специальности Теплоухов выбирает вторую специальность — антропологию и работает на кафедре географии, под руководством профессора Б. Ф. Адлера. С целью проверки гипотезы о саяно-алтайской прародине финнов он в 1913 командирован в Урянхайский край.
В 1913 году Теплоухов возглавил антропологическую экспедицию в Туву, результатом которой стало опровержение теории М. А. Кастрена, считавшего Саяно-Алтайскую область прародиной финно-угров. Тогда же он собрал большую коллекцию предметов быта.
В 1914 направлен для стажировки в Санкт-Петербургский университет. Здесь учителями Теплоухова были профессора П. И. Броунов по географии и Ф. К. Волков по антропологии. В 1914 году он проводил обследование археологических древностей, извлекаемых при торфяных разработках со дна Шигирского и Аятского озёр (керамика, изделия из камня, дерева, кости, бронзы) на Среднем Урале. Он выяснил, что речь идёт о своеобразной неолитической культуре. В том же году Теплоухов был переведён в Петроградский университет. В 1915 и 1916 годах он производил обследование антропологического типа пермяков, в 1917 году изучал культуру уральских тюрков, в частности башкир.
В 1917 году Теплоухов вернулся в Казань. Поехав в 1918 году в Пермь к родственникам, он оказался на территории, занятой войсками Колчака. Преподавал в Пермском университете, который в 1919 году по распоряжению Колчака эвакуирован в Томск. Там Теплоухов познакомился с археологом С. И. Руденко, главой Минусинской экспедиции. Руденко направил Теплоухова изучать археологические древности Минусинской котловины.
Весной 1922 года Теплоухов вместе с Руденко и своим учеником М. П. Грязновым переехал в Петроград. Теплоухов служил в Академии истории материальной культуры, Русском музее и Петроградском (позже Ленинградском) университете. Почти каждый год он выезжал в экспедиции: в Минусинский край, Киргизию. В 1925 году участвовал в экспедиции в Монголию под руководством П. К. Козлова, в раскопках гуннского могильника Ноин-Ула.

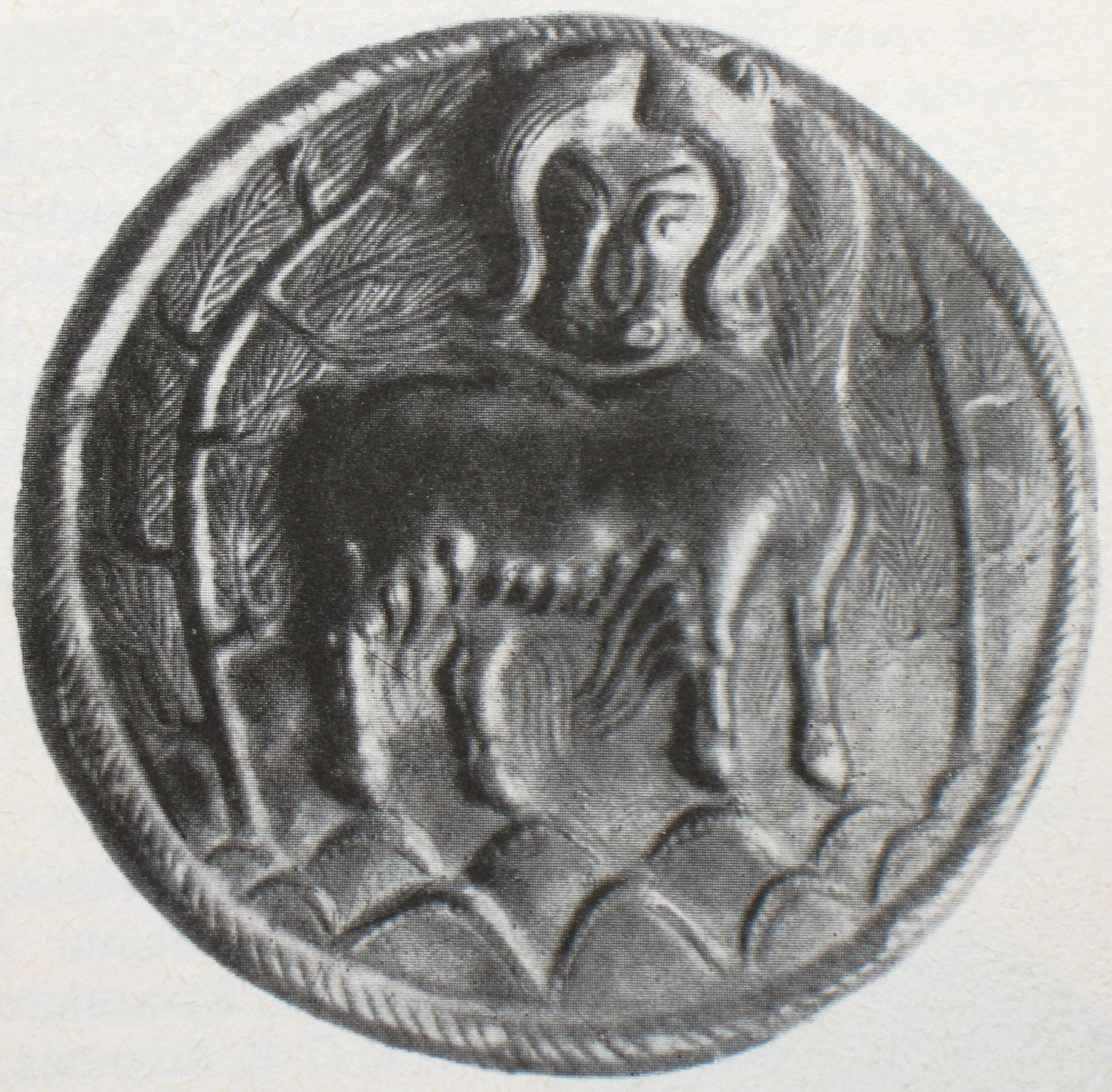
Находка при раскопках Ноин-Ула

Он принимал участие в научных конференциях, в частности, в третьем Всероссийском съезде зоологов, анатомов, гистологов в Ленинграде (1927), в Первой археологической конференции в Москве (1931).
В 1919—1929 Теплоухов — доцент, профессор Томского университета по кафедре географии и антропологии. В 1920 возглавил археологический отряд географической экспедиции Томского университета и приступил к многолетним археологическим исследованиям, задачей которых было создание классификации археологических памятников Минусинской котловины. С этой целью Теплоухов в 1920—1929 провел систематические раскопки разнообразных могильников в окрестностях с. Батени (современный Боградский район Хакасии).
На основе собранного в Минусинской котловине материала Теплоуховым была создана классификационная система археологических культур котловины, опубликованная в законченном виде в 1929, и в основе своей сохранившая научное значение и в наши дни. В основу созданной им классификации археологических памятников Т. положил изменения могильных сооружений, погребального инвентаря и погребального обряда. Он определил характерные признаки каждой археологической культуры, существовавшей в этом микрорайоне (афанасьевской, андроновской, карасукской, тагарской). Теплоухов открыл андроновскую культуру (по дер. Андроновка ок. Ачинска), принадлежащую к бронзовому веку. Он верно определил, что Минусинский край является периферией андроновской культуры: в последующие годы было обнаружено, что андроновцы проживали на огромной территории, включающей Южный Урал, Северный Казахстан, Западную Сибирь. Теперь правильнее говорить об андроновской археологической общности, состоящей из ряда культур.
В начале 1930-х годов, когда археология была объявлена буржуазной наукой, начались репрессии против археологов. 26 ноября 1933 года Теплоухов был арестован по делу «Российской национальной партии» («Делу славистов»). По делу этой вымышленной чекистами «партии» были репрессированы многие московские и ленинградские учёные: филологи, археологи, этнографы, искусствоведы, химики и геологи. Во время следствия Теплоухов был вынужден признать себя виновным, а 10 марта 1934 года повесился в камере. Он был реабилитирован 27 мая 1958 года за отсутствием состава преступления.

## Основные труды
- Древние погребения в Минусинском крае // Материалы по этнографии. ТЛИ, вып. 2. Издание Государственного Русского музея. Л., 1927;
- Опыт классификации древних металлических культур Минусинского края: (В кр. изложении) // Материалы по этнографии. 1929. Т. 4, вып. 2. С. 41-62
- Опыт классификации древних металлических культур Минусинского края // Антология советской археологии (1917—1933). М., 1995, т. 1.